# Persone di cognome Traoré/Calciatori
| Questa pagina contiene informazioni ricavate automaticamente dalle voci biografiche con l'ausilio del template Bio e di un bot. L'aggiornamento è periodico e automatico e ricostruisce completamente la pagina. Se manca una persona in questa lista, sei pregato di non aggiungerla, ma accertati piuttosto che la sua voce biografica contenga il template Bio e che i dati anagrafici siano correttamente compilati. Se il template Bio manca, inseriscilo tu stesso o, in alternativa, metti l'avviso {{tmp\|Bio}} che ne segnala la mancanza. Se i dati riportati sono sbagliati, correggi direttamente la voce biografica; le modifiche saranno visibili in questa lista entro pochi giorni. Per chiarimenti vedi il progetto antroponimi. La lista contiene solo le 56 persone che sono citate nell'enciclopedia e per le quali è stato implementato correttamente il template Bio. Pagina aggiornata al 23 lug 2025. |

Questa è una lista di persone presenti nell'enciclopedia che hanno il cognome Traoré e sono calciatori.

## A(13)
- Alain Traoré, calciatore burkinabé (Bobo-Dioulasso, n. 1988)
- Abdoulaye Traoré, ex calciatore ivoriano (Abidjan, n. 1967)
- Adama Traoré, calciatore maliano (Bamako, n. 1995)
- Adama Traoré, calciatore maliano (Bamako, n. 1995)
- Adama Traoré, ex calciatore maliano (n. 1990)
- Armand Traoré, ex calciatore francese (Parigi, n. 1989)
- Abdou Razack Traoré, calciatore ivoriano (Abidjan, n. 1988)
- Abdou Traoré, ex calciatore maliano (Bamako, n. 1981)
- Abdoul Karim Traoré, calciatore maliano (n. 2005)
- Abdou Traoré, calciatore maliano (Bamako, n. 1988)
- Adama Traoré, calciatore ivoriano (Bondoukou, n. 1990)
- Alassane Traoré, calciatore ivoriano (Divo, n. 1996)
- Amadou Traoré, calciatore francese (Parigi, n. 2002)

## B(7)
- Bakaye Traoré, ex calciatore maliano (Bondy, n. 1985)
- Bertrand Traoré, calciatore burkinabé (Bobo-Dioulasso, n. 1995)
- Boubacar Traoré, calciatore maliano (n. 2001)
- Boubacar Traoré, calciatore maliano (San, n. 1999)
- Brahim Traoré, calciatore francese (Rennes, n. 2004)
- Brahima Traoré, ex calciatore burkinabé (n. 1974)
- Bénie Traoré, calciatore ivoriano (Ouragahio, n. 2002)

## C(4)
- Christian Traoré, ex calciatore danese (Copenaghen, n. 1982)
- Cheïbane Traoré, calciatore maliano (Bamako, n. 1990)
- Charles Traoré, calciatore francese (Aulnay-sous-Bois, n. 1992)
- Cheick Traoré, calciatore francese (Pierrefitte-sur-Seine, n. 1995)

## D(2)
- Dame Traoré, calciatore francese (Metz, n. 1986)
- Dramane Traoré, ex calciatore maliano (Bamako, n. 1982)

## E(1)
- Eric Traoré, calciatore burkinabé (Ouagadougou, n. 1996)

## H(3)
- Henri Traoré, ex calciatore burkinabé (n. 1983)
- Hamari Traoré, calciatore maliano (Bamako, n. 1992)
- Hamidou Traoré, calciatore maliano (Bamako, n. 1996)

## I(3)
- Ibrahima Traoré, ex calciatore francese (Villepinte, n. 1988)
- Ibrahim Traoré, calciatore ivoriano (Abidjan, n. 1988)
- Ismaël Traoré, calciatore francese (Parigi, n. 1986)

## K(2)
- Kandia Traoré, ex calciatore ivoriano (Abidjan, n. 1980)
- Karamoko Moussa Traoré, ex calciatore mauritano (n. 1982)

## L(4)
- Lacina Traoré, ex calciatore ivoriano (Abidjan, n. 1990)
- Lamine Traoré, ex calciatore burkinabé (Zainalé, n. 1982)
- Lamine Traoré, calciatore maliano (Bamako, n. 1993)
- Lassina Franck Traoré, calciatore burkinabé (Bobo-Dioulasso, n. 2001)

## M(9)
- Kalilou Traoré, ex calciatore maliano (Bamako, n. 1987)
- Mahamane El-Hadji Traoré, ex calciatore maliano (Bamako, n. 1988)
- Mody Traoré, ex calciatore francese (Metz, n. 1980)
- Mamary Traoré, ex calciatore maliano (Parigi, n. 1980)
- Mathieu Traoré, ex calciatore burkinabé (n. 1972)
- Mohamed Kalil Traoré, calciatore guineano (n. 2000)
- Mouhamadou Traoré, ex calciatore senegalese (Thiès, n. 1982)
- Moussa Traoré, calciatore ivoriano (Abidjan, n. 1990)
- Moussa Traoré, ex calciatore ivoriano (Anyama, n. 1971)

## O(5)
- Oumar Traoré, ex calciatore senegalese (n. 1975)
- Omar Haktab Traoré, calciatore tedesco (Osnabrück, n. 1998)
- Oula Abass Traoré, calciatore burkinabé (Bobo-Dioulasso, n. 1995)
- Oumar Traoré, calciatore maliano (Bamako, n. 2002)
- Ousmane Traoré, ex calciatore burkinabé (Ouagadougou, n. 1977)

## S(2)
- Sammy Traoré, ex calciatore maliano (Créteil, n. 1976)
- Seydou Traoré, ex calciatore burkinabé (Grand-Lahou, n. 1970)

## Y(1)
- Youssouf Traoré, calciatore maliano (n. 1998)